# Филиппово (Бутурлинский район)
Фили́ппово — деревня в Бутурлинском районе Нижегородской области. Входит в состав городского поселения Рабочий посёлок Бутурлино.

## География
Деревня располагается на правом берегу реки Пьяна.

### Часовой пояс
Деревня Филиппово, как и вся Нижегородская область, находится в часовой зоне МСК (московское время). Смещение применяемого времени относительно UTC составляет +3:00.

## Население
| 1999 | 2002 | 2010 |
| ---- | ---- | ---- |
| 32   | ↘30  | ↘15  |

## Улицы
В деревне имеется одна улица — Марочкина.

## Известные уроженцы
- Казаков, Василий Иванович (1898—1968) — советский военачальник, Маршал артиллерии, Герой Советского Союза. В память о котором в деревне установлена стела и ежегодно в конце ноября — начале декабря проводятся «Бутурлинские чтения»[5].